# Shield Nunatak
Shield Nunatak är en nunatak i Antarktis. Den ligger i Östantarktis. Nya Zeeland gör anspråk på området. Toppen på Shield Nunatak är 295 meter över havet, eller 41 meter över den omgivande terrängen. Bredden vid basen är 2,1 km.
Terrängen runt Shield Nunatak är kuperad norrut, men söderut är den platt. Havet är nära Shield Nunatak åt sydost. Trakten är glest befolkad. Närmaste befolkade plats är Mario Zucchelli Station, 19,4 kilometer sydväst om Shield Nunatak.